# Olof Norrström
Olof Norrström, född 1688 i Torstuna socken, död 25 april 1764 i Norrby socken, var en svensk präst och riksdagsman.

## Biografi
Olof Norrströms far Olof Norrström var kyrkoherde i Torstuna socken, men var bördig från Norrby. Modern Elisabeth Noræa var dotter till en kyrkoherde i Harbo socken. År 1710 blev han student vid Uppsala universitet för att 1716 prästvigas och därefter bli sin styvfaders adjunkt i Films socken. Han hade diverse tjänster, såsom huspredikant hos olika grevinnor i huvudstaden samt adjunkt i Riddarholmen, innan han 1723 blev kyrkoherde i Norrby socken. 1744 blev han kontraktsprost. Han avsade sig tjänsten som prost 1763 på grund av sviktande hälsa.
Norrström var riksdagsman 1726.
Vid sin död ägde Norrström en gruvandel i Sala silvergruva och en gruvfrälseäng i Kila socken, vilka inte finns antecknade som hans faders före honom. Han efterlämnade ett med tidens mått mätt dyrbart bibliotek och en stor förmögenhet.
Hans första hustru var Johan Schicks änka Maria Norrelia, men fick inga överlevande efterkommande. Andra hustrun var ärkebiskop Samuel Troilius syster Helena Troilia, med vilken han fick dottern Helena, gift med Petrus Uggla och därmed stammoder till ätten af Ugglas, dottern Elisabeth som var gift med teologie doktorn Eric Hartzell samt sonen Olof Norrström som efterträdde honom som kyrkoherde.